# Pontault-Combault
Pontault-Combault là một xã trong vùng đô thị Paris, thuộc tỉnh Seine-et-Marne, vùng hành chính Île-de-France của nước Pháp, có dân số là 81.500 người (thời điểm 2004).

## Các thành phố kết nghĩa
- Caminha, Bồ Đào Nha (từ 1978)
- Beilstein, Đức (từ 1984)
- Anyama, Côte d'Ivoire (từ 1988)
- Rădăuţi, România (từ 1990)

## Dân số
Người dân ở đây được gọi là Pontellois-Combalusiens.
Điều tra dân số năm 1999, xã này có dân số là 32.886.